# 18 de agosto
18 de agosto é o 230.º dia do ano no calendário gregoriano (231.º em anos bissextos). Faltam 135 dias para acabar o ano.

## Eventos históricos
- 0684 — Batalha de Marj Rahit: Os partidários omíadas derrotam os partidários de Ibn al-Zubayr e consolidam o controle omíada da Síria.
- 0707 — A princesa Abe ascende ao trono imperial japonês como Imperatriz Genmei.
- 0797 — Irene de Atenas destrona o filho Constantino VI e passa a governar sozinha como imperatriz bizantina.
- 1304 — A Batalha de Mons-en-Pévèle é travada até um empate entre o exército francês e as milícias flamengas.
- 1487 — Termina o Cerco de Málaga com a tomada da cidade pelas forças castelhanas e aragonesas.
- 1492 — A primeira gramática da língua espanhola, Gramática castellana, é apresentada à Rainha Isabel I.[1]
- 1572 — Casamento em Paris, do rei huguenote Henrique III de Navarra e Margarida de Valois, numa suposta tentativa de reconciliar católicos e protestantes.
- 1612 — O julgamento das bruxas de Pendle, um dos julgamentos de bruxas mais famosos da Inglaterra, começa.
- 1634 — Urbain Grandier, acusado e condenado por feitiçaria, é queimado vivo em Loudun, na França.
- 1765 — Com a morte de Francisco I da Germânia, José II da Áustria é o seu sucessor no Sacro Império Romano e é corregente com Maria Teresa na Boêmia e na Hungria.
- 1783 — Um enorme meteoro é visto em toda a Grã-Bretanha ao passar sobre a costa leste.
- 1809 — O Senado da Finlândia é estabelecido no Grão-Ducado da Finlândia após a adoção oficial do Estatuto do Conselho do Governo pelo czar Alexandre I da Rússia.
- 1826 — Major Gordon Laing torna-se o primeiro europeu a entrar em Timbuktu.[2]
- 1831 — É organizada uma força militar, a Guarda Nacional do Império do Brasil, sua criação se deu por meio de legislação que "cria as Guardas Nacionais e extingue os corpos de milícias, guardas municipais e ordenanças".
- 1838 — A Expedição de Exploração dos Estados Unidos, que exploraria Puget Sound e a Antártica, levanta âncora em Hampton Roads.
- 1868 — O astrônomo francês Pierre Janssen descobre o hélio.
- 1870 — Guerra Franco-Prussiana: é travada a Batalha de Gravelotte.
- 1877 — Asaph Hall descobre Fobos, um satélite natural do planeta Marte.
- 1891 — Um grande furacão atinge a Martinica, deixando 700 mortos.[3]
- 1903 — O engenheiro alemão Karl Jatho supostamente pilota seu avião de asa-delta motorizado três anos antes do primeiro voo de Santos Dumont.
- 1914 — Início da invasão da Galícia (parte do Império Austro-Húngaro) pelas forças russas.
- 1917 — Um Grande Incêndio em Tessalônica, na Grécia, destrói 32% da cidade deixando 70 000 pessoas desabrigadas.
- 1918 — Primeira Guerra Mundial: A última a missão médica militar, brasileira foi enviada ao teatro de guerra Europeu.
- 1920 — Ratificada a Décima Nona Emenda à Constituição dos Estados Unidos, garantindo naquele país o sufrágio feminino.[4]
- 1933 — O Volksempfänger é apresentado pela primeira vez ao público alemão em uma exposição de rádio; o presidente do ministro da Propaganda nazista, Joseph Goebbels, faz um discurso anunciando o rádio como a "oitava grande potência".[5]
- 1940 — Segunda Guerra Mundial: ocorre a batalha aérea do Dia Mais Difícil, parte da Batalha da Grã-Bretanha. Nesse ponto, é o maior confronto aéreo da história, com pesadas perdas sofridas em ambos os lados.
- 1942 — Manifestações no Brasil exigiam que o governo de Getúlio Vargas entrasse na Segunda Guerra Mundial contra os países do Eixo. No início da guerra, Getúlio manifestou-se favorável à política do Eixo.
- 1945
  - Sukarno toma posse como primeiro presidente da Indonésia, após a declaração de independência do país no dia anterior.
  - Guerra soviético-japonesa: Batalha de Shumshu: as forças soviéticas desembarcam na praia de Takeda, na ilha de Shumshu, e iniciam a Batalha de Shumshu; começa a invasão das Ilhas Curilas pela União Soviética.[6]
- 1958 — O polêmico romance Lolita, de Vladimir Nabokov, é publicado nos Estados Unidos.
- 1963 — Movimento pelos direitos civis nos Estados Unidos: James Meredith se torna o primeiro afro-americano a se formar na Universidade do Mississippi.
- 1964 — A África do Sul é banida dos Jogos Olímpicos pelo COI por não renunciar ao regime de apartheid.
- 1965 — Guerra do Vietnã: começa a Operação Starlite: fuzileiros navais dos Estados Unidos destroem uma fortaleza vietcongue na península de Van Tuong na primeira grande batalha terrestre norte-americana da guerra.
- 1966 — Guerra do Vietnã: a Batalha de Long Tan ocorre após uma patrulha do 6º Batalhão, Regimento Real Australiano entrar em conflito com uma força vietcongue na província de Phước Tuy.
- 1971 — Guerra do Vietnã: Austrália e Nova Zelândia decidem retirar suas tropas do Vietnã.
- 1976 — A sonda robótica da União Soviética Luna 24 pousa com sucesso na Lua.
- 1977 — Steve Biko é preso em um bloqueio policial sob a Lei do Terrorismo nº 83 de 1967 em King William's Town, África do Sul. Mais tarde, morre devido aos ferimentos sofridos durante a prisão, chamando a atenção para as políticas de apartheid da África do Sul.
- 1989 — O principal candidato presidencial Luis Carlos Galán é assassinado perto de Bogotá, na Colômbia.
- 1991 — Colapso da União Soviética: O presidente soviético Mikhail Gorbachev é colocado sob prisão domiciliar durante suas férias na Crimeia. O golpe, liderado por oito linhas-duras de alta patente, logo é detido.
- 2005 — Um grande apagão atinge a ilha indonésia de Java; afetando quase 100 milhões de pessoas, é uma das maiores e mais difundidas interrupções de energia da história.[7]
- 2008
  - Guerra do Afeganistão: ocorre a emboscada no Vale de Uzbin.
  - O presidente do Paquistão, Pervez Musharraf, renuncia sob ameaça de impeachment.
- 2019 — Cem ativistas, autoridades e outros cidadãos preocupados na Islândia realizam um funeral para a geleira Okjökull, que derreteu completamente depois de cobrir seis milhas quadradas (15,5 km2).[8]
- 2022 — Tempestades causam dezenas de mortes e danos materiais no sul da Europa.[9]

## Nascimentos

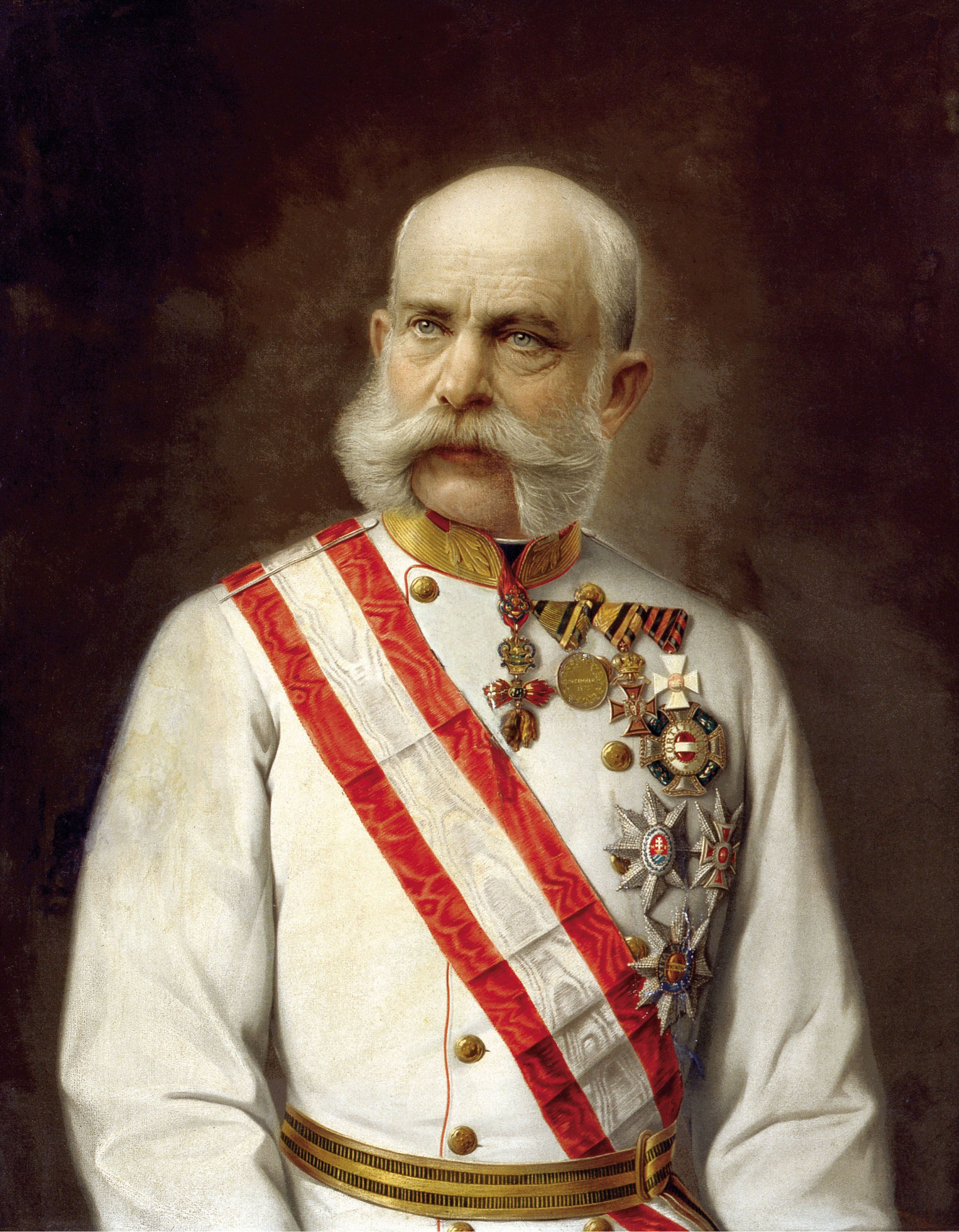
Francisco José I da Áustria

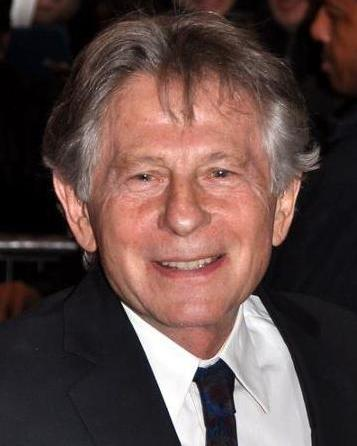
Roman Polanski

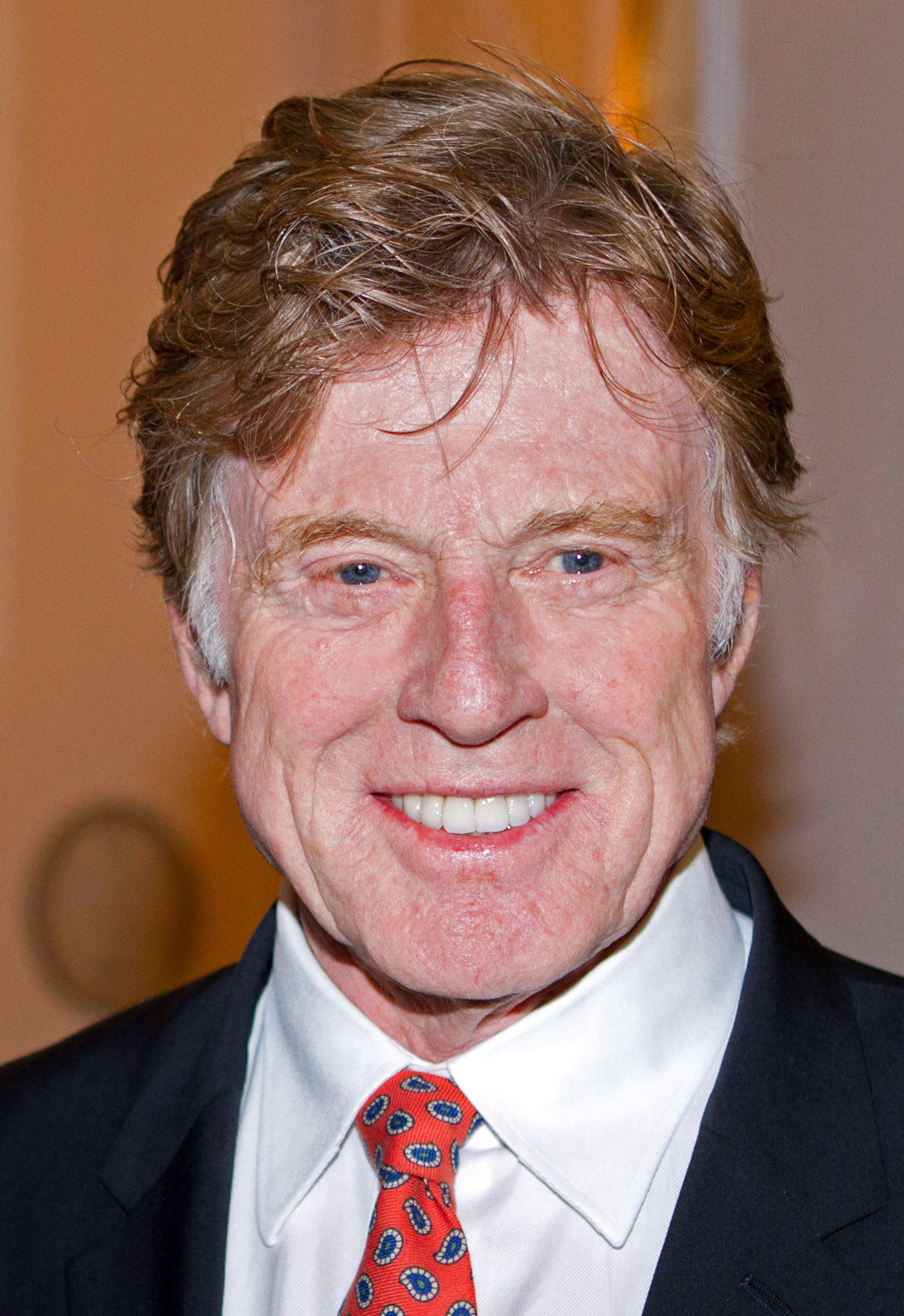
Robert Redford

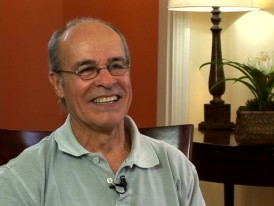
Osmar Prado

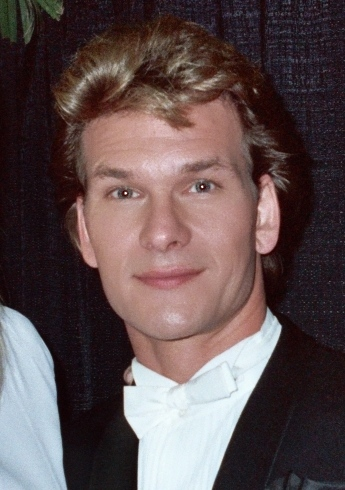
Patrick Swayze

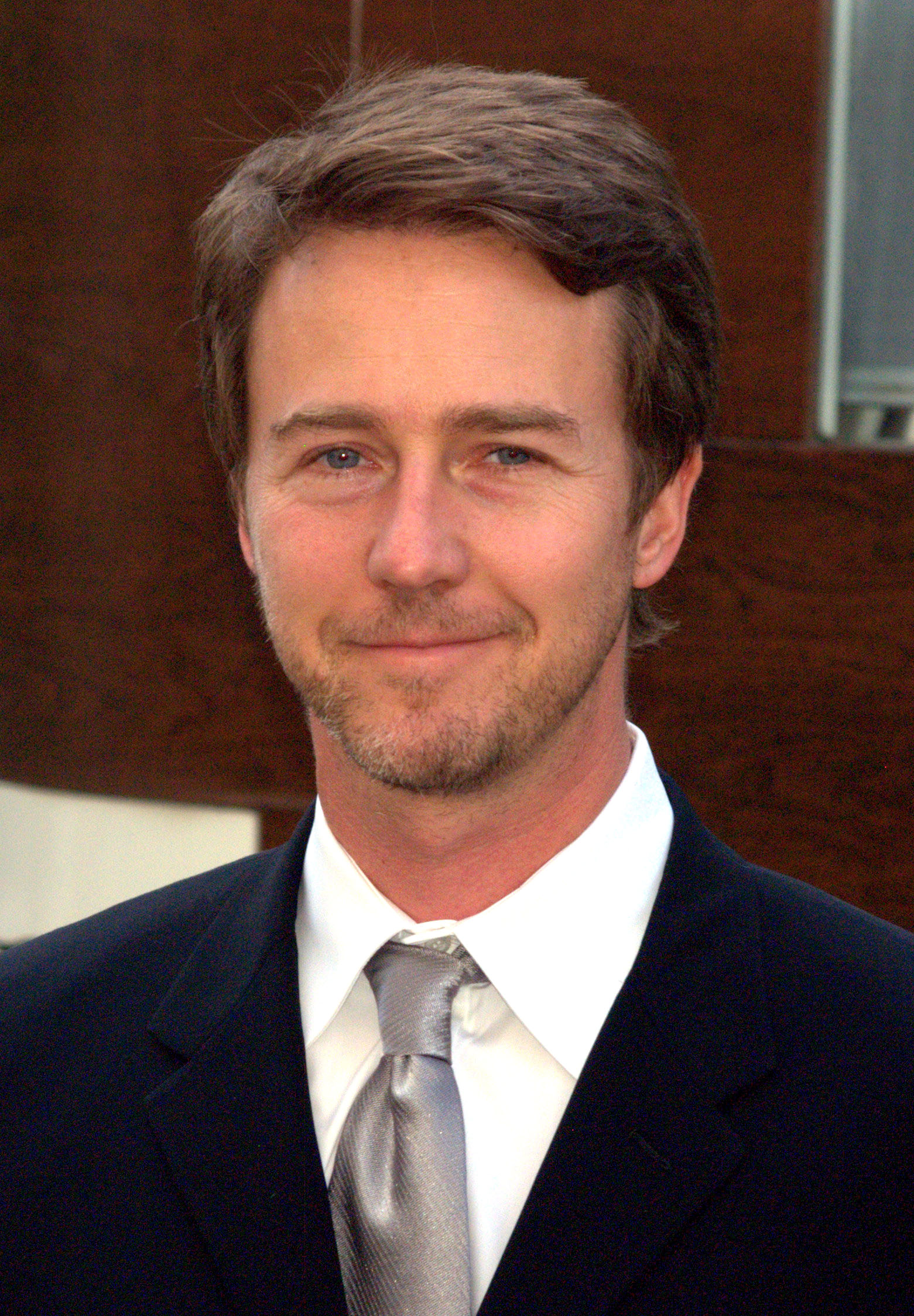
Edward Norton

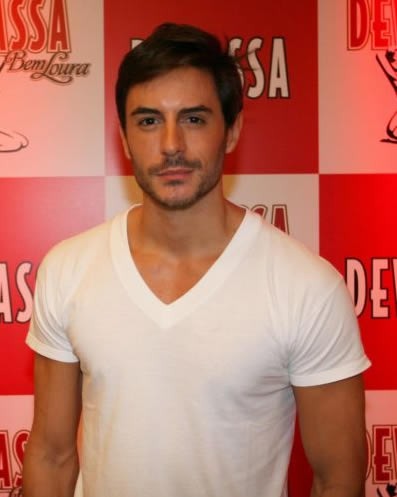
Ricardo Tozzi

### Anteriores ao século XIX
- 1305 — Ashikaga Takauji, xogum japonês (m. 1358).
- 1450 — Marko Marulić, poeta e escritor croata (m. 1524).
- 1458 — Lorenzo Pucci, cardeal italiano (m. 1531).
- 1497 — Francesco Canova da Milano, compositor italiano (m. 1543).
- 1560 — María de Jesús López de Rivas, religiosa espanhola (m. 1640).
- 1575 — Ana Maria do Palatinado-Neuburgo (m. 1643).
- 1579 — Carlota Flandrina de Nassau, condessa de Nassau (m. 1640).
- 1596 — Jean Bolland, escritor e missionário jesuíta belga (m. 1665).
- 1605 — Henry Hammond, clérigo e teólogo inglês (m. 1660).
- 1606 — Maria Ana de Espanha (m. 1646).
- 1657 — Ferdinando Galli-Bibiena, arquiteto e pintor italiano (m. 1743)
- 1685 — Brook Taylor, matemático inglês (m. 1731).
- 1692 — Luís IV Henrique, Príncipe de Condé (m. 1740).
- 1714 — Carolina de Hesse-Rotemburgo (m. 1741).
- 1745 — Frederica Carlota de Brandemburgo-Schwedt, abadessa de Herford (m. 1808)
- 1750 — Antonio Salieri, compositor italiano (m. 1825).
- 1754 — François, marquês de Chasseloup-Laubat, general e engenheiro francês (m. 1833).
- 1774 — Meriwether Lewis, explorador estadunidense (m. 1809).
- 1781 — Joaquín Suárez de Rondelo, político uruguaio (m. 1868).
- 1792 — John Russell, 1.º Conde Russell, político britânico (m. 1878).

### Século XIX
- 1807 — Charles Francis Adams, político, diplomata e escritor estadunidense (m. 1886).
- 1815
  - Alexander von Middendorff, zoólogo e explorador russo (m. 1894).
  - Otto Karl Berg, botânico alemão (m. 1866).
- 1824 — Victoire Léodile Béra, escritora e jornalista francesa (m. 1900).
- 1822 — Isaac P. Rodman, general e político estadunidense (m. 1862).
- 1830 — Francisco José I da Áustria (m. 1916).
- 1831 — Helena de Nassau (m. 1888).
- 1832
  - Victor Meirelles, pintor brasileiro (m. 1903).
  - Eugène Rouché, matemático francês (m. 1910).
- 1834 — Marshall Field, empresário estadunidense (m. 1906).
- 1835 — Amalie Nathanson, mãe de Sigmund Freud (m. 1930).
- 1856 — Achad Ha-am, escritor russo (m. 1927).
- 1861 — André Calmettes, cineasta francês (m. 1942).
- 1873 — Ana de Montenegro (m. 1971).
- 1881 — Gunnar Setterwall, tenista sueco (m. 1928).
- 1886 — Charles Bartliff, futebolista e beisebolista estadunidense (m. 1962).
- 1889 — Pietro Belluschi, arquiteto ítalo-estadunidense (m. 1994).
- 1890 — Walther Funk, político alemão (m. 1960).
- 1893 — Ernest MacMillan, músico canadense (m. 1973).
- 1896 — Alan Mowbray, ator britânico (m. 1969).

### Século XX

#### 1901–1950
- 1901 — Jean Guitton, filósofo e escritor francês (m. 1999).
- 1903 — Adhemar Canavesi, futebolista uruguaio (m. 1983).
- 1906
  - Marcel Carné, cineasta francês (m. 1996).
  - Dernell Every, esgrimista estadunidense (m. 1994).
- 1908
  - Edgar Faure, político e historiador francês (m. 1988).
  - Olav H. Hauge, poeta norueguês (m. 1994).
- 1909 — Miliza Korjus, soprano e atriz estoniana (m. 1980).
- 1910 — Pál Turán, matemático húngaro (m. 1976).
- 1911
  - Paul Egli, ciclista suíço (m. 1997).
  - Klara Dan von Neumann, cientista da computação e programadora húngara (m. 1963).
- 1912 — Otto Ernst Remer, general alemão (m. 1997).
- 1916 — Neagu Djuvara, historiador, jornalista e diplomata romeno (m. 2018).
- 1915
  - Aldo Locatelli, pintor brasileiro (m. 1962).
  - Joseph Arthur Ankrah, militar e político ganês (m. 1992).
- 1917 — Caspar Weinberger, político e empresário estadunidense (m. 2006).
- 1918
  - Cisco Houston, cantor estadunidense (m. 1961).
  - Leif Wikström, velejador sueco (m. 1991).
  - Alexander Shelepin, oficial e político russo (m. 1994).
- 1920
  - Shelley Winters, atriz estadunidense (m. 2006).
  - Idea Vilariño, poetisa, ensaísta e crítica literária uruguaia (m. 2009).
- 1922 — Alain Robbe-Grillet, escritor francês (m. 2008).
- 1925 — Brian Aldiss, escritor britânico (m. 2017).
- 1927
  - Rosalynn Carter, primeira-dama estadunidense (m. 2023).
  - Marvin Harris, antropólogo estadunidense (m. 2001).
  - Seu Lunga, poeta, repentista e comerciante brasileiro (m. 2014).
- 1928 — Narciso López, futebolista mexicano (m. 1988).
- 1929
  - Hugues Aufray, cantor francês.
  - Jimmy Davies, automobilista estadunidense (m. 1966).
- 1931 — Hans van Mierlo, político neerlandês (m. 2010).
- 1932
  - Almir Gabriel, político brasileiro (m. 2013).
  - Muhammad Khan Junejo, político paquistanês (m. 1993).
  - Luc Montagnier, virologista francês (m. 2022).
- 1933
  - Roman Polanski, cineasta franco-polonês.
  - Just Fontaine, futebolista francês (m. 2023).
  - Michael Baxandall, historiador de arte britânico (m. 2008).
- 1934
  - Michael May, ex-automobilista suíço.
  - Ronnie Carroll, cantor britânico (m. 2015).
- 1935
  - Hifikepunye Pohamba, político namibiano.
  - Gail Fisher, atriz estadunidense (m. 2000).
- 1937
  - Robert Redford, ator e diretor estadunidense.
  - Edward Stachura, escritor e poeta franco-polonês (m. 1979).
- 1938
  - Roberto Clemente, beisebolista porto-riquenho (m. 1972).
  - Orestes Quércia, político brasileiro (m. 2010).
- 1939 — Johnny Preston, cantor e compositor estadunidense (m. 2011).
- 1941
  - Mohamed Ghannouchi, político tunisiano.
  - Ari Ercílio Barbosa, futebolista brasileiro (m. 1972).
  - Christopher Jones, ator estadunidense (m. 2014).
- 1942
  - Lauro António, cineasta e crítico de cinema português (m. 2022).
  - Michel Kafando, político e diplomata burquinês.
  - Jürgen Kissner, ciclista alemão (m. 2019).
- 1943
  - Gianni Rivera, ex-futebolista e político italiano.
  - Roberto Rosato, futebolista italiano (m. 2010).
- 1944 — Helena Rojo, atriz mexicana (m. 2024).
- 1945 — David Dewhurst, político, empresário e advogado estadunidense.
- 1946 — Joseph Edward Kurtz, arcebispo norte-americano.
- 1947 — Osmar Prado, ator brasileiro.
- 1948
  - Joseph Marcell, ator britânico.
  - Régis Wargnier, cineasta e roteirista francês.

#### 1951–2000
- 1951 — Teri McMinn, atriz estadunidense.
- 1952
  - Patrick Swayze, ator, bailarino e cantor estadunidense (m 2009).
  - Ricardo Villa, ex-futebolista argentino.
- 1953
  - Sergio Castellitto, ator, diretor e roteirista italiano.
  - Beatriz Paredes Rangel, socióloga, política e diplomata mexicana.
  - Marvin Isley, músico estadunidense (m. 2010).
- 1954
  - Armando Filho, cantor e compositor brasileiro.
  - Cho Young-jeung, ex-futebolista e treinador de futebol sul-coreano.
- 1955
  - Omar Sahnoun, futebolista francês (m. 1980).
  - Edgard Leblanc Fils, político haitiano.
  - Karl Del'Haye, ex-futebolista alemão.
- 1956
  - Gilvan de Oliveira, violonista, cantor, compositor, arranjador e produtor musical brasileiro.
  - John Debney, compositor estadunidense.
  - Rainer Maria Woelki, cardeal alemão.
- 1957
  - Carole Bouquet, atriz francesa.
  - Tan Dun, compositor chinês.
- 1958
  - Madeleine Stowe, atriz estadunidense.
  - Didier Auriol, ex-automobilista francês.
  - Cristiana Lôbo, jornalista brasileira (m. 2021).
  - Reg E. Cathey, ator estadunidense (m. 2018).
- 1959
  - Roberto Naar, diretor de televisão brasileiro.
  - James Tour, químico estadunidense.
  - Pedro Eustache, músico e compositor venezuelano.
- 1961
  - Timothy Geithner, político estadunidense.
  - Glenn Plummer, ator estadunidense.
- 1962
  - Felipe Calderón, político mexicano.
  - Brian Schmetzer, ex-futebolista e treinador de futebol estadunidense.
- 1963
  - Luiz Mattar, ex-tenista brasileiro.
  - Donald Joseph Hying, bispo católico norte-americano.
  - Heino Ferch, ator alemão.
- 1964
  - Andi Deris, cantor alemão.
  - Mikko Kolehmainen, ex-canoísta finlandês.
- 1965 — Inez Viana, atriz brasileira.
- 1967 — Daler Mehndi, cantor indiano.
- 1968
  - Brian Tichy, músico estadunidense.
  - Francisco José Prieto Fernández, arcebispo espanhol.
- 1969
  - Christian Slater, ator estadunidense.
  - Edward Norton, ator estadunidense.
  - Gralak, ex-futebolista brasileiro.
  - Everlast, rapper estadunidense.
  - Serge Baguet, ciclista belga (m. 2017).
  - Fábio Trad, político brasileiro.
- 1970
  - Cédric Vasseur, ex-ciclista francês.
  - Malcolm-Jamal Warner, ator e músico norte-americano (m. 2025).
- 1971
  - Patrik Andersson, ex-futebolista sueco.
  - Aphex Twin, músico britânico.
- 1973
  - Sandro Sotilli, ex-futebolista brasileiro.
  - Victoria Coren, jornalista, escritora e jogadora de pôquer britânica.
  - Paulo Schroeber, guitarrista, produtor, compositor e professor musical brasileiro (m. 2014).
- 1974 — Jong Song-ok, política e ex-fundista norte-coreana.
- 1975
  - Ricardo Tozzi, ator brasileiro.
  - Aitor López Rekarte, ex-futebolista espanhol.
  - Kaitlin Olson, atriz estadunidense.
  - Róbert Fazekas, ex-atleta húngaro.
- 1976
  - Michael Greis, ex-biatleta alemão.
  - Tom Malchow, nadador estadunidense.
  - Juan Antonio Ramos, takewondista espanhol.
- 1977
  - Mizuo Peck, atriz estadunidense.
  - Otaci Barroso, empresário e político brasileiro.
- 1978
  - Sofiane Melliti, ex-futebolista tunisiano.
  - Fabíula Nascimento, atriz brasileira.
  - Andy Samberg, comediante, ator, rapper e escritor estadunidense.
- 1979
  - Alexander Mikhaylin, judoca russo.
  - Michelle Barros, jornalista brasileira.
- 1980
  - Esteban Cambiasso, ex-futebolista argentino.
  - Choi Min-ho, judoca sul-coreano.
  - João Alves, ex-futebolista português.
  - Emir Spahić, ex-futebolista bósnio.
  - Damion Stewart, ex-futebolista jamaicano.
  - Sergei Kharitonov, lutador russo.
- 1981
  - César Delgado, ex-futebolista argentino.
  - Leandro Euzébio, ex-futebolista brasileiro.
  - Elena Santarelli, apresentadora, modelo e atriz italiana.
  - Nicolas Prost, automobilista francês.
  - Bobsam Elejiko, futebolista nigeriano (m. 2011).
  - Dimitris Salpigidis, ex-futebolista grego.
  - Manuela d'Ávila, política, jornalista e escritora brasileira.
- 1982 — Florian Kringe, ex-futebolista alemão.
- 1983
  - Georgina Bardach, nadadora argentina.
  - Kris Boyd, ex-futebolista britânico.
  - Sarah Hammer, ex-ciclista norte-americana.
  - Mika, cantor britânico-libanês.
  - Andrew Shim, ator estadunidense.
- 1984
  - Robert Huth, ex-futebolista alemão.
  - Dušan Basta, ex-futebolista sérvio.
- 1985
  - Anna Sophia Folch, atriz brasileira.
  - Tiago Gomes, ex-futebolista português.
  - Bryan Ruiz, ex-futebolista costarriquenho.
  - Inge Dekker, ex-nadadora neerlandesa.
  - Edvinas Ramanauskas, canoísta lituano.
- 1986
  - Grigor Meliksetyan, ex-futebolista armênio.
  - Lara-Isabelle Rentinck, modelo e atriz alemã.
  - Miesha Tate, lutadora estadunidense de artes marciais mistas.
  - Josimar Rosado da Silva Tavares, futebolista brasileiro (m. 2016).
  - Ismaël Traoré, futebolista marfinense.
  - Graham Zusi, ex-futebolista estadunidense.
- 1987
  - Mika Boorem, atriz estadunidense.
  - Tyler McGill, ex-nadador estadunidense.
  - Joanna Jędrzejczyk, lutadora polonesa de artes marciais mistas.
  - Matías Sánchez, ex-futebolista argentino.
  - Igor Sijsling, tenista neerlandês.
- 1988
  - G-Dragon, cantor, rapper, compositor, produtor e modelo sul-coreano.
  - Julio Buffarini, futebolista argentino.
  - Aderlan Silva, futebolista brasileiro.
- 1990
  - Jason Steele, futebolista britânico.
  - Or Sasson, ex-judoca israelense.
- 1991
  - Richard Harmon, ator canadense.
  - Liz Cambage, jogadora de basquete australiana.
- 1992
  - Elizabeth Beisel, nadadora estadunidense.
  - Frances Bean Cobain, atriz e cantora estadunidense.
  - Igor Coronado, futebolista ítalo-brasileiro.
  - Sâmia Abreu, atriz brasileira.
- 1993
  - Maia Mitchell, atriz e cantora australiana.
  - Sergio Pettis, lutador norte-americano de artes marciais mistas.
- 1994
  - Madelaine Petsch, atriz estadunidense.
  - Vitor Kley, cantor e compositor brasileiro.
  - Mohammed Djetei, futebolista camaronês.
  - Erik Nascimento Lima, futebolista brasileiro.
  - Morgan Sanson, futebolista francês.
- 1995 — Parker McKenna Posey, atriz estadunidense.
- 1996 — M'Bala Nzola, futebolista angolano.
- 1997
  - Renato Sanches, futebolista português.
  - Josephine Langford, atriz australiana.
- 1998
  - Clairo, cantora estadunidense.
  - Nick Fuentes, comentarista político estadunidense.
- 1999
  - Cassius Stanley, jogador de basquete estadunidense.
  - Vitão, cantor e compositor brasileiro.
- 2000 — Viih Tube, youtuber, atriz e influenciadora digital brasileira.

### Século XXI
- 2001 — Ruslan Litvinov, futebolista russo.
- 2002 — Bart Verbruggen, futebolista neerlandês.
- 2003
  - Luan Pereira, cantor brasileiro.
  - Kai Taylor, nadador australiano.
- 2005 — Matheus Gonçalves, futebolista brasileiro.
- 2006 — Summer McIntosh, nadadora canadense.
- 2011 — Maria Clara, youtuber mirim brasileira.

## Mortes

### Anteriores ao século XIX
- 0353 — Decêncio, usurpador romano (n. ?).
- 0472 — Ricímero, general romano (n. 405).
- 0440 — Papa Sisto III (n. 390).
- 1211 — Narapatisithu, rei da Birmânia (n. 1138).
- 1227 — Gengis Khan, líder mongol (n. 1162).
- 1258 — Teodoro II Láscaris, imperador bizantino (n. c. 1222).
- 1236 — Teodoro de Celles, religioso belga (n. 1166).
- 1276 — Papa Adriano V (n. 1215).
- 1308 — Clara de Montefalco, freira e santa italiana (n. 1268).

- 1500 — Afonso de Aragão, duque de Bisceglie (n. 1481).
- 1503 — Papa Alexandre VI (n. 1431).
- 1559 — Papa Paulo IV (n. 1476).
- 1563 — Étienne de La Boétie, humanista e filósofo francês (n. 1530).
- 1600 — Sebastiano Montelupi, comerciante e banqueiro italiano (n. 1516).

- 1743 — Joana Sofia de Hohenlohe-Langemburgo (n. 1673).
- 1783 — John Dunning, 1.º Barão Ashburton (n. 1731).

### Século XIX
- 1829 — David Baird, líder militar britânico (n. 1757).
- 1850 — Honoré de Balzac, escritor francês (n. 1799).
- 1897 — José Tomás de Sousa Martins, médico português (n. 1843).

### Século XX
- 1935 — Ruy Roque Gameiro, escultor português (n. 1906).
- 1970 — Soledad Miranda, atriz espanhola (n. 1943).
- 1972 — Sérgio Cardoso, ator brasileiro (n. 1925).
- 1977 — Tibor Déry, romancista e roteirista húngaro (n. 1894).
- 1989 — Luis Carlos Galán, advogado, economista, político e jornalista colombiano (n. 1943).
- 1992 — Christopher McCandless, viajante estadunidense (n. 1968).
- 1993 — Cassiano Gabus Mendes, dramaturgo e radialista brasileiro (n. 1929).
- 1994 — Yeshayahu Leibowitz, filósofo e químico israelense (n. 1903).
- 1998 — Persis Khambatta, modelo e atriz indiana (n. 1948).
- 1999 — Alfred Bickel, futebolista e treinador de futebol suíço (n. 1918).

### Século XXI
- 2004 — Elmer Bernstein, compositor estadunidense (n. 1922).
- 2005 — Krzysztof Raczkowski, músico polonês (n. 1970).
- 2007 — Gervásio Maia, político brasileiro (n. 1944).
- 2009 — Kim Dae-Jung, político sul-coreano (n. 1924).
- 2010 — Carlos Hugo de Bourbon-Parma (n. 1930).
- 2012 — Scott McKenzie, cantor e compositor norte-americano (n. 1939).
- 2015
  - Khaled al-Asaad, arqueólogo sírio (n. 1934).
  - Abu Muslim al-Turkmani, terrorista iraquiano (n. 1959).
- 2018 — Kofi Annan, diplomata ganês (n. 1938).
- 2024 — Alain Delon, ator francês (n. 1935).

## Feriados e eventos cíclicos

### Brasil
- Dia do Estagiário
- Aniversário dos municípios de Cruz Alta e Tenente Portela, Rio Grande do Sul
- Aniversário dos municípios de Caputira e Porto Firme, Minas Gerais
- Aniversário do município de Cajuru, São Paulo
- Aniversário do município de Itaguatins, Tocantins

### Mundo
- Dia da Libertação Humana
- Dia da Revolução Cultural Chinesa

### Cristianismo
- Agápito de Palestrina
- Alberto Hurtado
- Helena de Constantinopla
- Louis Armand Adam

## Outros calendários
- No calendário romano era o 15.º dia (XV) antes das calendas de setembro.
- No calendário litúrgico tem a letra dominical F para o dia da semana.
- No calendário gregoriano a epacta do dia é vii.